# Manfred Boltze
Manfred Boltze (* 5. September 1957 in Hannover) ist ein deutscher Bauingenieur und Professor. Er leitet das Institut für Verkehrsplanung und Verkehrstechnik an der Technischen Universität Darmstadt.
Er ist verheiratet und hat zwei Kinder.

## Berufliche Tätigkeit
Manfred Boltze begann seine akademische Karriere 1978 mit dem Studium des Bauingenieurwesens an der Technischen Hochschule Darmstadt, welches er im November 1984 mit einem Diplom abschloss. Boltze promovierte auch 1988 an der TH Darmstadt mit dem Thema Optimierung von Umlaufzeiten in der Lichtsignalsteuerung für Straßennetze promoviert. 1997 trat er eine Professur für Verkehrsplanung und Verkehrstechnik an und war bis 2021 Leiter des Instituts für Verkehrsplanung. Boltze betreute 45 Promotionen als Hauptreferent und tätigte über 200 Veröffentlichungen. Er führte zahlreiche Drittmittelprojekte.
Boltze war 2005 bis 2012 Technologiebeauftragter des Landes Hessen für den Bereich Mobilität und Verkehr sowie 2009 bis 2015 Mitglied des Wissenschaftlichen Beirats beim Bundesminister für Verkehr. In Vietnam gründete er 2009 das Vietnamese German Transport Research Centre an der Vietnamesisch-Deutschen Universität. Boltze wirkte 2010 bis 2019 im Steering Committee der World Conference on Transport Research Society (WCTRS) mit und war in dieser Funktion ab 2016 Mitglied des Editorial Board für die WCTRS Book Series on Transportation Research. Als Topic Area Manager „Traffic Operations, Management, and Control“ hat er bei der Vorbereitung zu der WCTR 2013 in Rio, als Chairman zur Vorbereitung der WCTR 2016 in Shanghai und als Mitglied des „Scientific Committee“ bei der Vorbereitung der WCTR 2019 in Mumbai mitgewirkt.
Darüber hinaus ist er bei der Stiftung heureka für Umwelt und Mobilität aktiv.

## Funktionen
- seit 2017 Mitglied der Stiftung heureka für Umwelt und Mobilität
- seit 2010 Mitglied in verschiedenen Bereichen des Scientific Committee der World Conference on Transport Research Society (WCTRS)
- 2012–2016 Koordinator des Studienprogramms M.Sc. Traffic and Transport an der Vietnamese-German University (VGU)
- 1998–2016 Wissenschaftlicher Berater des Zentrums für integrierte Verkehrssysteme GmbH (ZIV)
- 2009–2015 Mitglied des wissenschaftlichen Beirats (Bundesminister für Verkehr und digitale Infrastruktur)
- 2009–2014 Director des Transport Research Centre an der VGU in Ho-Chi-Minh-Stadt, Vietnam
- 2005–2012 Technologiebeauftragter des Landes Hessen für den Bereich „Mobilität und Verkehr“
- 1999–2007 Leiter des Arbeitsausschusses „Verkehrsbeeinflussung innerorts“ der Forschungsgesellschaft für Straßen- und Verkehrswesen (FGSV), u. a. auch zuständig für die Fortschreibung der deutschen „Richtlinien für Lichtsignalanlagen (RiLSA)“.
- 1997–2005 Leiter des Arbeitsausschusses „Entscheidungs- und Optimierungsmethoden“ (FGSV)
- 1999, 2002 und 2005 Wissenschaftliche Leitung der „Heureka“-Tagung in Karlsruhe.

## Auszeichnungen
- 2017 Medaille „For the Cause of Education“, verliehen durch den vietnamesischen Bildungsminister
- 2014 Medaille „For Significant Contributions to the Transport Development of Vietnam“, durch den vietnamesischen Verkehrsminister
- 2014 Ehrennadel „Als Dank und Anerkennung für lange verdienstvolle Tätigkeit in den Arbeitsgruppen und Arbeitsausschüssen“ der FGSV
- 1989 Verleihung der Max-Erich-Feuchtinger/Bruno-Wehner-Denkmünze, durch die FGSV „für hervorragende wissenschaftliche Leistungen sowie praktische Arbeiten auf dem Gebiet der Planung, des Entwurfs und des Betriebs von Stadt- und Landstraßen“